# Lista das visitas de Isabel II aos países da Commonwealth
A rainha Isabel II tornou-se chefe da Commonwealth após a morte de seu pai, o rei Jorge VI, em 6 de fevereiro de 1952. Desde então, ela visitou a Commonwealth of Nations e seus territórios e dependências amplamente. Ela visitou todos, exceto Camarões e Ruanda, dois dos membros mais recentes.
Tours das Ilhas Britânicas estão excluídos da lista abaixo.

## 1950s

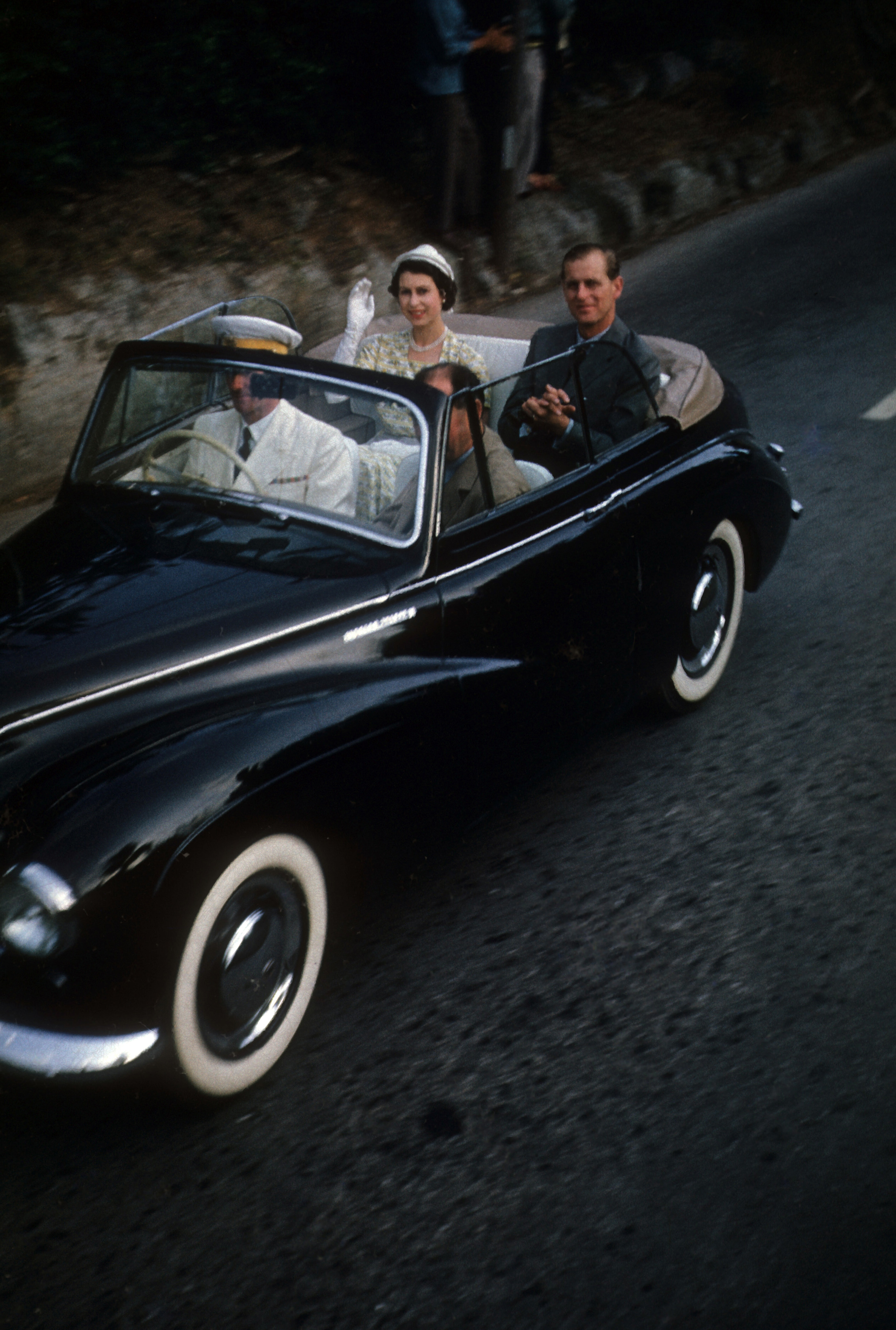
Isabel II do Reino Unido e Filipe, Duque de Edimburgo em visita a Bermudas, 1953.

| Data                                           | Estado                | Anfitrião                   |
| ---------------------------------------------- | --------------------- | --------------------------- |
| 6 de fevereiro de 1952                         | Quénia                | Governador Mitchell         |
| 24–25 de novembro de 1953                      | Bermuda               | Governador Hood             |
| 25–27 de novembro de 1953                      | Jamaica               | Governador Foot             |
| 17–19 de dezembro de 1953                      | Fíji                  | Governador Garvey           |
| 19–20 de dezembro de 1953                      | Tonga                 | Rainha Salote Tupou III     |
| 23 de dezembro de 1953 – 30 de janeiro de 1954 | Nova Zelandia         | Governador-geral Norrie     |
| 3 de fevereiro de 1954 – 1 de abril de 1954    | Austrália             | Governador-geral Slim       |
| 5 de abril de 1954                             | Ilhas Cocos (Keeling) | Governador Nicoll           |
| 10–21 de abril 1954                            | Domínio do Ceilão     | Governador-geral Ramsbotham |
| 27 de abril de 1954                            | Colónia de Áden       | Governador Hickinbotham     |
| 28–30 de abril de 1954                         | Uganda                | Governador Cohen            |
| 3–7 de maio 1954                               | Malta                 | Governador Creasy           |
| 10 de maio de 1954                             | Gibraltar             | Governador MacMillan        |
| 28 de Janeiro – 16 de Fevereiro de 1956        | Nigéria               | Governador-geral Robertson  |
| 12–16 de Outubro de 1957                       | Canadá                | Governador-Geral Massey     |
| 18 de Junho – 1 de Agosto de 1959              | Canadá                | Governador-Geral Massey     |

## 1960s
| Data                                                                                | Estado                      | Anfitrião                  |
| ----------------------------------------------------------------------------------- | --------------------------- | -------------------------- |
| 20 de janeiro de 1961                                                               | Chipre                      | Presidente Makários III    |
| 21 de janeiro – 1 de fevereiro 1961 16–26 de fevereiro de 1961 1–2 de março de 1961 | Índia                       | Presidente Prasad          |
| 1–16 de fevereiro de 1961                                                           | Paquistão                   | Presidente Ayub Khan       |
| 9–20 de novembro de 1961                                                            | Gana                        | Presidente Nkrumah         |
| 25 de novembro – 1 de dezembro de 1961                                              | Serra Leoa                  | Governador-geral Dorman    |
| 3–5 de dezembro de 1961                                                             | Gâmbia                      | Governador Windley         |
| 30 de janeiro – 1 de janeiro 1963                                                   | Canadá                      | Governador-geral Vanier    |
| 2–3 de fevereiro 1963                                                               | Fíji                        | Governador Maddocks        |
| 6–18 de fevereiro 1963                                                              | Nova Zelândia               | Governador-geral Fergusson |
| 18 de fevereiro – 27 de março de 1963                                               | Austrália                   | Governador-geral Sidney    |
| 5–13 de outubro de 1964                                                             | Canada                      | Governador-geral Vanier    |
| 1 de fevereiro de 1966                                                              | Canadá                      | Governador-geral Vanier    |
| 1 de fevereiro de 1966                                                              | Barbados                    | Governador Stow            |
| 4–5 de fevereiro 1966                                                               | Guiana Britânica            | Governador Luyt            |
| 7–10 de fevereiro de 1966                                                           | Trindade e Tobago           | Governador-geral Hochoy    |
| 11 de fevereiro de 1966                                                             | Granada                     | Governador Turbott         |
| 13 de fevereiro de 1966                                                             | São Vicente e Granadinas    | Administrador Graham       |
| 14–15 de fevereiro de 1966                                                          | Barbados                    | Governador Stow            |
| 16 de fevereiro de 1966                                                             | Santa Lúcia                 | Administrador Bryan        |
| 18 de fevereiro de 1966                                                             | Domínica                    | Administrador Guy          |
| 19 de fevereiro de 1966                                                             | Monserrate                  | Administrador Gibbs        |
| 20 de fevereiro de 1966                                                             | Antígua                     | Administrador Rose         |
| 22 de fevereiro de 1966                                                             | São Cristóvão-Neves-Anguila | Administrador Howard       |
| 23 de fevereiro de 1966                                                             | Ilhas Virgens Britânicas    | Administrador Staveley     |
| 5 de fevereiro de 1966                                                              | Turcas e Caicos             | Roger Tutt                 |
| 27–28 de fevereiro de 1966                                                          | Baamas                      | Governador Grey            |
| 3–6 de março de 1966                                                                | Jamaica                     | Governador-geral Campbell  |
| 29 de junho – 5 de julho 1967                                                       | Canadá                      | Governador-geral Michener  |
| 14–17 de novembro de 1967                                                           | Malta                       | Governador-geral Dorman    |

## 1970s
| Data                                   | Estado                                                                    | Anfitrião                                  |
| -------------------------------------- | ------------------------------------------------------------------------- | ------------------------------------------ |
| 2–3 de março de 1970                   | Canadá                                                                    | Governador-geral Michener                  |
| 4–5 de março de 1970                   | Fíji                                                                      | Governador Foster                          |
| 7 de março de 1970                     | Tonga                                                                     | Rei Tupou IV                               |
| 12–30 de março de 1970                 | Nova Zelândia                                                             | Governador-geral Porritt                   |
| 30 de março – 3 de maio de 1970        | Austrália                                                                 | Governor-general Hasluck                   |
| 3–4 de maio de 1970                    | Canadá                                                                    | Governador-geral Michener                  |
| 5–15 de julho de 1970                  | Canadá                                                                    | Governador-geral Michener                  |
| 3–12 de maio de 1971                   | Canadá                                                                    | Governador-geral Michener                  |
| 18–20 de fevereiro de 1972             | Singapura                                                                 | Presidente Sheares                         |
| 22–26, 28 de fevereiro de 1972         | Malásia                                                                   | Yang di-Pertuan Agong Abdul Halim de Quedá |
| 29 de fevereiro 1972                   | Brunei                                                                    | Sultão Hassanal Bolkiah                    |
| 29 de fevereiro 1972                   | Malásia                                                                   | Yang di-Pertuan Agong Abdul Halim de Quedá |
| 2 de março de 1972                     | Malásia                                                                   | Yang di-Pertuan Agong Abdul Halim de Quedá |
| 5 de março de 1972                     | Singapura                                                                 | Presidente Sheares                         |
| 6, 8 de março de 1972                  | Malásia                                                                   | Yang di-Pertuan Agong Abdul Halim de Quedá |
| 19–20 de março de 1972                 | Seicheles                                                                 | Governador Greatbatch                      |
| 24–26 de março de 1972                 | Maurícia                                                                  | Governador-geral Williams                  |
| 26 de março de 1972                    | Quénia                                                                    | Presidente Kenyatta                        |
| 25 de junho – 5 de julho de 1973       | Canadá                                                                    | Governador-geral Michener                  |
| 31 July – 4 de agosto de 1973          | Canadá (para a 2.ª reunião de chefes de governo da Comunidade de Nações)  | Governador-geral Michener                  |
| 15 de outubro de 1973                  | Canadá                                                                    | Governador-geral Michener                  |
| 6–17 de outubro de 1973                | Fíji                                                                      | Governador-geral Cakobau                   |
| 17–22 de outubro de 1973               | Austrália                                                                 | Governador-geral Hasluck                   |
| 27 de janeiro de 1974                  | Canadá                                                                    | Governador-geral Léger                     |
| 28–29 de janeiro de 1974               | Ilhas Cook                                                                | Governador-geral Blundell                  |
| 30 de janeiro – 8 de fevereiro de 1974 | Nova Zelândia (para os Jogos da Comunidade Britânica de 1974)             | Governador-geral Blundell                  |
| 11 de fevereiro de 1974                | Ilha Norfolk                                                              | Administrator Pickerd                      |
| 15–16 de fevereiro de 1974             | Novas Hébridas                                                            | Comissária residente Houssemayne de Boulay |
| 18–21 de fevereiro de 1974             | Ilhas Salomão                                                             | Governador Luddington                      |
| 22–27 de fevereiro de 1974             | Papua Nova Guiné                                                          | Alto comissário Wilson Johnson             |
| 27–28 de fevereiro de 1974             | Austrália                                                                 | Governador-geral Hasluck                   |
| 16–18 de fevereiro de 1975             | Bermuda                                                                   | Governador Leather                         |
| 18–20 de fevereiro de 1975             | Barbados                                                                  | Governador-geral Scott                     |
| 20–21 de fevereiro de 1975             | Baamas                                                                    | Governador-geral Butler                    |
| 20–21 de fevereiro de 1975             | Bermuda                                                                   | Governador Leather                         |
| 1 de março de 1975                     | Bermuda                                                                   | Governador Leather                         |
| 26–30 de abril de 1975                 | Jamaica (para a 3.ª reunião de chefes de governo da Comunidade de Nações) | Governador-geral Glasspole                 |
| 4–7 de maio de 1975                    | Honguecongue                                                              | Governador MacLehose                       |
| 13–25 de julho de 1976                 | Canadá (para os Jogos Olímpicos de Verão de 1976)                         | Governador-geral Léger                     |
| 10–11 de fevereiro de 1977             | Samoa Ocidental                                                           | O le Ao o le Malo Malietoa Tanumafili II   |
| 14 de fevereiro de 1977                | Tonga                                                                     | Rei Tupou IV                               |
| 16–17 de fevereiro de 1977             | Fíji                                                                      | Governador-geral Cakobau                   |
| 22 de fevereiro – 7 de março de 1977   | Nova Zelândia                                                             | Governador-geral Blundell                  |
| 7–23 de março de 1977                  | Austrália                                                                 | Governador-geral Kerr                      |
| 23–26 de março de 1977                 | Papua Nova Guiné                                                          | Governador-geral Lokoloko                  |
| 26–30 de março de 1977                 | Austrália                                                                 | Governador-geral Kerr                      |
| –19 de outubro de 1977                 | Canadá                                                                    | Governador-geral Léger                     |
| 19–20 de outubro de 1977               | Baamas                                                                    | Governador-geral Butler                    |
| 26 de outubro de 1977                  | Ilhas Virgens Britânicas                                                  | Governador Wallace                         |
| 28 de outubro de 1977                  | Antígua e Barbuda                                                         | Governador Jacobs                          |
| 31 de outubro – 2 de novembro de 1977  | Barbados                                                                  | Governador-geral Ward                      |
| 31 de outubro – 2 de novembro de 1977  | Barbados                                                                  | Governador-geral Ward                      |
| 26 de julho – 6 de agosto de 1978      | Canadá                                                                    | Governador-geral Léger                     |
| 19–22 de julho de 1979                 | Tanzânia                                                                  | Presidente Nyerere                         |
| 22–25 de julho de 1979                 | Maláui                                                                    | Presidente Banda                           |
| 25–27 de julho de 1979                 | Botsuana                                                                  | Presidente Khama                           |
| 27 de julho – 4 de agosto de 1979      | Zâmbia (para a 5.ª reunião de chefes de governo da Comunidade de Nações)  | Presidente Kaunda                          |

## 1980s
| Data                                   | Estados                                                                     | Anfitriões                                |
| -------------------------------------- | --------------------------------------------------------------------------- | ----------------------------------------- |
| 24–28 de março de 1980                 | Austrália                                                                   | Governador-geral Cowen                    |
| 26 de setembro – 12 de outubro de 1981 | Austrália (para a 6.ª reunião de chefes de governo da Comunidade de Nações) | Governador-geral Cowen                    |
| 12–20 de outubro de 1981               | Nova Zelândia                                                               | Governador-geral Beattie                  |
| 20–21 de outubro de 1981               | Austrália                                                                   | Governador-geral Cowen                    |
| 21–25 de outubro de 1981               | Seri Lanca                                                                  | Presidente Jayawardene                    |
| 21–25 de outubro de 1981               | Canadá                                                                      | Governador-geral Schreyer                 |
| 5–13 de outubro de 1982                | Austrália                                                                   | Governador-geral Stephen                  |
| 13–14 de outubro de 1982               | Papua Nova Guiné                                                            | Governador-geral Lokoloko                 |
| 18 de outubro de 1982                  | Ilhas Salomão                                                               | Governador-geral Devesi                   |
| 21 de outubro de 1982                  | Nauru                                                                       | Presidente DeRoburt                       |
| 23 de outubro de 1982                  | Quiribáti                                                                   | Presidente Tabai                          |
| 26–27 de outubro de 1982               | Tuvalu                                                                      | Governador-geral Teo                      |
| 30 de outubro – 1 de novembro de 1982  | Fíji                                                                        | Governador-geral Cakobau                  |
| 3 de fevereiro de 1983                 | Bermuda                                                                     | Governador Posnett                        |
| 13–16 de fevereiro de 1983             | Jamaica                                                                     | Governador-geral Glasspole                |
| 16–17 de fevereiro de 1983             | Ilhas Caimão                                                                | Governador Lloyd                          |
| 8–11 de março de 1983                  | Canadá                                                                      | Governador-geral Schreyer                 |
| 9–10 November 1983                     | Chipre                                                                      | Presidente Kyprianou                      |
| 10–14 November 1983                    | Quénia                                                                      | Presidente Moi                            |
| 14–17 November 1983                    | Bangladexe                                                                  | Presidente Chowdhury                      |
| 17–26 November 1983                    | Índia (para a 7.ª reunião de chefes de governo da Comunidade de Nações)     | Presidente Singh                          |
| 25–26 de março de 1984                 | Chipre                                                                      | Presidente Kyprianou                      |
| 24 de setembro – 7 de outubro de 1984  | Canadá                                                                      | Governadora-geral Sauvé                   |
| 9–11 de outubro de 1985                | Belize                                                                      | Governadora-geral Gordon                  |
| 11–18 de outubro de 1985               | Baamas (para a 8.ª reunião de chefes de governo da Comunidade de Nações)    | Governador-geral Cash                     |
| 20 de outubro de 1985                  | Inagua (privado)                                                            |                                           |
| 23 de outubro de 1985                  | São Cristóvão e Neves                                                       | Governador-geral Arrindell                |
| 4 de outubro de 1985                   | Antígua e Barbuda                                                           | Governador-geral Jacobs                   |
| 25 de outubro de 1985                  | Domínica                                                                    | Presidente Seignoret                      |
| 26 de outubro de 1985                  | Santa Lúcia                                                                 | Governador-geral Lewis                    |
| 27 de outubro de 1985                  | São Vicente e Granadinas                                                    | Governador-geral Eustace                  |
| 28–29 de outubro de 1985               | Barbados                                                                    | Governador-geral Springer                 |
| 31 de outubro de 1985                  | Granada                                                                     | Governador-geral Scoon                    |
| 1–3 de novembro de 1985                | Trindade e Tobago                                                           | Presidente Clarke                         |
| 22 de fevereiro – 2 de março de 1986   | Nova Zelândia                                                               | Governador-geral Reeves                   |
| 2–13 de março de 1986                  | Austrália                                                                   | Governador-geral Stephen                  |
| 21–23 de outubro de 1986               | Honguecongue                                                                | Governador Youde                          |
| 9–24 de outubro de 1987                | Canadá (para a 10.ª reunião de chefes de governo da Comunidade de Nações)   | Governadora-geral Sauvé                   |
| 9 de abril – 10 de maio de 1988        | Austrália                                                                   | Governador-geral Stephen                  |
| 8–11 de março de 1989                  | Barbados                                                                    | Governador-geral Springer                 |
| 9–11 de outubro de 1989                | Singapura                                                                   | Presidente Wee                            |
| 14–17 de outubro de 1989               | Malásia (para a 11.ª reunião de chefes de governo da Comunidade de Nações)  | Yang di-Pertuan Agong Azlan Shah de Perak |

## 1990s
| Data                                | Estados                                                                          | Anfitrião                                       |
| ----------------------------------- | -------------------------------------------------------------------------------- | ----------------------------------------------- |
| 1–16 de fevereiro de 1990           | Nova Zelândia                                                                    | Governador-geral Reeves                         |
| 27 de junho – 1 de julho de 1990    | Canadá                                                                           | Governador-geral Hnatyshyn                      |
| 7 de outubro de 1991                | Quénia (parada noturna)                                                          | Presidente Moi                                  |
| 8–10 de outubro de 1991             | Namíbia                                                                          | Presidente Nujoma                               |
| 10–15 de outubro de 1991            | Zimbábue (para a 12.ª reunião de chefes de governo da Comunidade de Nações)      | Presidente Mugabe                               |
| 18–25 de fevereiro de 1992          | Austrália                                                                        | Governador-geral Hayden                         |
| 28–30 de maio de 1992               | Malta                                                                            | Presidente Tabone                               |
| 30 de junho – 2 de julho de 1992    | Canadá                                                                           | Governador-geral Hnatyshyn                      |
| 18–24 de outubro de 1993            | Chipre (para a 13.ª reunião de chefes de governo da Comunidade de Nações)        | Presidente Clerides                             |
| 18 de fevereiro de 1994             | Anguila                                                                          | Governador Shave                                |
| 19 de fevereiro de 1994             | Domínica                                                                         | Presidente Sorhaindo                            |
| 19–22 de fevereiro de 1994          | Guiana                                                                           | Presidente Jagan                                |
| 22–24 de fevereiro de 1994          | Belize                                                                           | Governador-geral Young                          |
| 26–27 de fevereiro de 1994          | Ilhas Caimão                                                                     | Governador Gore                                 |
| 1–3 de março de 1994                | Jamaica                                                                          | Governador-geral Cooke                          |
| 6–8 de março de 1994                | Baamas                                                                           | Governador-geral Darling                        |
| 8–10 de março de 1994               | Bermuda                                                                          | Governador Waddington                           |
| 13–22 de agosto de 1994             | Canadá                                                                           | Governador-geral Hnatyshyn                      |
| 19–25 de março de 1995              | África do Sul                                                                    | Presidente Mandela                              |
| 30 de outubro de – 11 November 1995 | Nova Zelândia (para a 14.ª reunião de chefes de governo da Comunidade de Nações) | Governadora-geral Tizard                        |
| 23 de junho – 2 de julho de 1997    | Canadá                                                                           | Governador-geral LeBlanc                        |
| 6–12 de outubro de 1997             | Paquistão                                                                        | Presidente Leghari                              |
| 12–18 de outubro de 1997            | Índia                                                                            | Presidente Narayanan                            |
| 17–20 de setembro de 1998           | Brunei                                                                           | Sultão Hassanal Bolkiah                         |
| 20–23 de setembro de 1998           | Malásia                                                                          | Yang di-Pertuan Agong Jaafar de Negeri Sembilan |
| 7–9 de novembro de 1999             | Gana                                                                             | Presidente Rawlings                             |
| 9–15 de novembro de 1999            | África do Sul (para a 16.ª reunião de chefes de governo da Comunidade de Nações) | Presidente Mbeki                                |
| 15 de novembro de 1999              | Moçambique                                                                       | Presidente Chissano                             |

## 2000s
| Data                             | Estados                                                                              | Anfitrião                     |
| -------------------------------- | ------------------------------------------------------------------------------------ | ----------------------------- |
| 17 de março – 1 de abril de 2000 | Austrália                                                                            | Governador-geral Deane        |
| 18–20 de fevereiro de 2002       | Jamaica                                                                              | Governador-geral Cooke        |
| 22–27 de fevereiro de 2002       | Nova Zelândia                                                                        | Governadora-geral Cartwright  |
| 27 de fevereiro – 3 March 2002   | Austrália (para a 17.ª reunião de chefes de governo da Comunidade de Nações)         | Governador-geral Hollingworth |
| 4–15 de outubro de 2002          | Canadá                                                                               | Governadora-geral Clarkson    |
| 3–6 de dezembro de 2003          | Nigéria (para a 18.ª reunião de chefes de governo da Comunidade de Nações)           | Presidente Obasanjo           |
| 17–25 de maio de 2005            | Canadá                                                                               | Governadora-geral Clarkson    |
| 23–26 de novembro de 2005        | Malta (para a 19.ª reunião de chefes de governo da Comunidade de Nações)             | Presidente Fenech Adami       |
| 11–16 de março de 2006           | Austrália                                                                            | Governador-geral Jeffery      |
| 16–18 de março de 2006           | Singapura                                                                            | Presidente Nathan             |
| 20 de novembro de 2007           | Malta                                                                                | Presidente Fenech Adami       |
| 21–24 de novembro de 2007        | Uganda (para a 20.ª reunião de chefes de governo da Comunidade de Nações)            | Presidente Museveni           |
| 24–26 de novembro de 2009        | Bermuda                                                                              | Governador Gozney             |
| 26–28 de novembro de 2009        | Trindade e Tobago (para a 21.ª reunião de chefes de governo da Comunidade de Nações) | Presidente Richards           |

## 2010s
| Data                             | Estados                                                                      | Anfitrião                |
| -------------------------------- | ---------------------------------------------------------------------------- | ------------------------ |
| 28 de junho – 6 de julho de 2010 | Canadá                                                                       | Governadora-geral Jean   |
| 19–29 de outubro de 2011         | Austrália (para a 22.ª reunião de chefes de governo da Comunidade de Nações) | Governadora-geral Bryce  |
| 26–28 de novembro de 2015        | Malta (para a 24.ª reunião de chefes de governo da Comunidade de Nações)     | Presidente Coleiro Preca |